# Варвара Комніна
Варвара Комніна - донька візантійського імператора  Олексія I Комніна, дружина великого князя київського  Святополка Ізяславича (з 1103 або 1108 рр.).
Більшість вчених вважають її вигаданим персонажем - серед 4 дочок імператора (Анна, Марія, Євдокія і  Феодора) Варвари немає , крім того, це ім'я взагалі не зустрічається в династії Комнінів. До того ж, про подібний шлюб в візантійських джерелах не згадується. У праці Анни Комніни, «сестра» Варвара, серед дітей свого батька не згадується, як не знадується і якась інша родичка , видана за руського князя.

## Дружини Святополка
В наш час вважається, що Святополк мав наступних дружин:
- Ім'я невідомо, можливо дочка чеського князя  Спитігнєва II. Мала дітей, які в старих родоводах, відповідно до православної версії, вважаються дітьми Варвари Комніни:
  - Ярослав (пр. 1072 - травень 1123), князь Володимиро-Волинський 1097, 1100 - 1118, князь Вишгородський 1100 - 1118, князь Турівський 1100 - 1118
  - Анна (померла після 1136); чоловік:  Святослав (Святоша) Давидович (бл. 1080 - 1142), князь Луцький
  - Сбислава (пом. 1111); чоловік: з 1103 Болеслав III Кривовустий (1085 - 1138), король Польщі
  - Предслава; чоловік: з 1104 Альмош Угорський (1068-1129), король Хорватії
- З 1094 - Олена, донька половецького хана Тугоркана.
  - Брячислав  (1104 - 1123), князь Турівський 1118? - 1123
  - Ізяслав (пом. 1127), князь Клецький, князь Турівський 1123
- Невідома наложниця, яка народила князеві старшого з його синів:
  - Мстислав (пом. 1099), князь Брестський 1093 - 1097, князь Новгород-Сіверський 1095 - 1097, князь Володимиро-Волинський 1097 - 1099

Варварі Комніні приписується дочка Марія (пом. після 1145) - дружина з ок. 1118 Петра Власта (пом. 1153). Про Марію відомо, що вона була дочкою руського князя і грецької аристократки, відповідно вона може бути дочкою  Олега Святославича і Феофано Музалонісси.